# My Two Dads
My Two Dads is een Amerikaanse komedieserie die op de Amerikaanse televisie werd uitgezonden van 1987 tot 1990.
Joey Harris en Michael Taylor worden beiden voogd van Nicole Bradford, nadat niet kan worden vastgesteld welke van de twee haar biologische vader is.

## Rolverdeling
| Acteur       | Personage       |
| ------------ | --------------- |
| Greg Evigan  | Joey Harris     |
| Paul Reiser  | Michael Taylor  |
| Staci Keanan | Nicole Bradford |